# Le Majordome (film, 1965)
Pour les articles homonymes, voir Le Majordome.
Pour plus de détails, voir Fiche technique et Distribution.
Le Majordome est un film franco-italien réalisé par Jean Delannoy, sorti en 1965.

## Synopsis
Léopold, valet de chambre de l'avocat général de Royssac, se met à étudier le code pénal et devient, le mercredi soir, juge dans un tribunal du « milieu ». Ses décisions sont reconnues sans appel. Léopold tombe amoureux d'Agnès, fiancée au docteur Ventoux, lequel a un double visage et devient « Le chat » quand il joue les gangsters. Léopold aidera « Le chat » à réussir le hold-up du siècle, s'il reste libre de courtiser Agnès. « Le chat » ne joue pas le jeu. Une bagarre entre la bande de Léopold et la bande du « chat » éclate. Force reste à la loi.

## Fiche technique
- Titre : Le Majordome
- Titre italien : Operazione maggiordomo
- Réalisation : Jean Delannoy
- Scénario : Henri Jeanson
- Musique : Paul Misraki
- Photographie : Christian Matras
- Montage : Henri Taverna
- Directeur de production : Mireille de Tissot
- Son : René-Christian Forget
- Bagarres réglées par Claude Carliez et son équipe
- Production :
  - Producteur : Jean Delannoy
  - Producteur délégué : Mario Cecchi Gori
- Sociétés de production : Ceres Films, Cocinor, Fair Film, Les Films Corona et Les Films Marceau
- Pays d'origine :  France,  Italie
- Langue : français
- Pellicule 35 mm - noir et blanc
- Genre : Comédie policière
- Durée : 93 minutes (DVD 91 minutes)
- Dates de sortie :
  - France : 24 mars 1965
- Affiches : Gilbert Allard, Jouineau Bourduge (France)

## Distribution
- Paul Meurisse : Léopold, le majordome
- Geneviève Page : Agnès de Vallières
- Paul Hubschmid : docteur Alexis Ventoux (VF de Paul-Émile Deiber)
- Micheline Luccioni : Arlette
- Lutz Gabor : Fernand
- Jacques Seiler : Albert
- Henri Lambert : La Quille
- Noël Roquevert : De Royssac, avocat général
- Fernand Berset : associé de Pellegrini
- Paul Préboist : domestique de Ventoux
- André Weber : Pellegrini
- Florence Blot : infirmière de De Royssac
- Marcel Charvey : maître d'hôtel
- Bugette : associé de Pellegrini
- Béatrice Delange : servante d'Agnès
- Robert Favart : Maître Boissard
- Massimo Sarchielli (it) : l'Italien aux deux révolvers

Les Cascadeurs :
- Antoine Baud : Bernard
- Jacky Blanchot : truand
- André Cagnard : homme de main
- Yvan Chiffre : Paulo
- Guy Delorme : homme de main
- Henri Guégan : truand
- Marcel Gallon :
- Guy Fox :
- Jean-Pierre Janic : truand
- Rico Lopez : homme de main
- Gérard Moisan :
- Eric Wasberg :

Non crédités
- Andrès : serveur
- Marcel Bernier : homme de main
- Jean Blancheur : condamné
- Jean-Paul Blonday : homme à l'enterrement
- Bourvil : le mari d'Agnès (apparaît quelques seconde à la fin)
- Jacques Brécourt : homme de main
- Henri Coutet : l'huissier
- André Dumas : directeur de la police
- Marcel Gassouk : convoyeur
- Jack Jourdan : homme de main
- Marius Laurey : Migaud, frère de Marcel
- René Lefèvre-Bel : avocat de Mérindol
- Maurice Magalon : officier de gendarmerie
- Antoine Marin : "le casier vierge"
- Franck Maurice : Louis Vosde, condamné exécuté
- Gaston Meunier : un invité
- Albert Michel : le curé
- Jean Minisini : Jean-Jacques Rousseau, truand
- Lionel Vitrant : homme de main
- Dominique Zardi : Gilles Mérindol, l'accusé
- Nicolas Amato :
- Guy Henry :
- Gérard Marsan :